# Michael Boris
Michael Boris (Bottrop, 3 giugno 1975) è un allenatore di calcio ed ex calciatore tedesco, di ruolo portiere.

## Palmarès

### Allenatore

#### Competizioni nazionali
- Nemzeti Bajnokság II: 1

MTK Budapest: 2019-2020